# Новофёдоровка (Кировоградская область)
Новофёдоровка (укр. Новофедорівка) — село в Петровской поселковой общине Александрийского района Кировоградской области Украины.
До 2020 года входило в Петровский район
Население по переписи 2001 года составляло 60 человек. Почтовый индекс — 28337. Телефонный код — 5237. Код КОАТУУ — 3524982902.